# Yokoi Shoichi
Yokoi Shoichi (japanska: 横井 庄一), Yokoi Shōichi, född 31 mars 1915 i Saori i Aichi prefektur, död 22 september 1997 i Nagoya, var en japansk värnpliktig soldat.
Han sändes under andra världskriget till Guam som Japan då ockuperade. Då Douglas MacArthurs trupper återerövrade ön 1944 gömde Yokoi Shoichi sig och fick inte veta att kriget tagit slut förrän den 24 januari 1972 då han hittades av två jägare i en avlägsen del av Guam.
Han återfördes till Japan där han blev en mediepersonlighet. 1977 gjordes en dokumentär om hans tjugosju år som gömd på Guam. 1991 fick han audiens hos kejsar Akihito, vilket han beskrev som sitt livs största ära.
Han avled 1997, 82 år gammal, i hjärtinfarkt.